# قائمة رؤساء كولومبيا

علم رؤساء كولومبيا.

رؤساء كولومبيا هم الرؤساء الذين مثلوا كل من كولومبيا الكبرى في الفترة من 1819 حتى 1831؛ وجمهورية غرناطة الجديدة في الفترة من 1819 حتى 1831؛ والاتحاد الكنفدرالي الغرناطي في الفترة من 1858 حتى 1863؛ والولايات المتحدة الكولومبية في الفترة من 1863 حتى 1886؛ وجمهورية كولومبيا في الفترة من 1886حتى الوقت الحالي.

## قائمة الرؤساء

### جمهورية كولومبيا (1819 - 1831)
| • كولومبيا الكبرى •                                      | • كولومبيا الكبرى •                                          | • كولومبيا الكبرى •          | • كولومبيا الكبرى • | • كولومبيا الكبرى • | • كولومبيا الكبرى • | • كولومبيا الكبرى •                                           | • كولومبيا الكبرى •                                      | • كولومبيا الكبرى • |
| الرقم.                                                   | الرئيس                                                       | الرئيس                       | تولى منصبه          | ترك المكتب          | حزب                 | المصطلح                                                       | نائب الرئيس                                              | الرؤساء بالإنابة |
| -------------------------------------------------------- | ------------------------------------------------------------ | ---------------------------- | ------------------- | ------------------- | ------------------- | ------------------------------------------------------------- | -------------------------------------------------------- | --- |
| 1                                                        |                                                              | سيمون بوليفار                | 15 فبراير 1819      | ٤ مايو 1830         | لا يوجد حزب         | (1819)                                                        | فرانسيسكو انتونيو زاى (16 فبراير 1819 -21 مارس 1820)     | فرانثيسكو دي باولا سانتاندير (13 ديسمبر 1821–14 نوفمبر 1826) ستانيسلاو فيرجارا ي سانتاماريا (10 نوفمبر 1829–10 ديسمبر 1829) |
| 1                                                        | 1 (1819)                                                     | سيمون بوليفار                | 15 فبراير 1819      | ٤ مايو 1830         | لا يوجد حزب         |                                                               | فرانسيسكو انتونيو زاى (16 فبراير 1819 -21 مارس 1820)     | فرانثيسكو دي باولا سانتاندير (13 ديسمبر 1821–14 نوفمبر 1826) ستانيسلاو فيرجارا ي سانتاماريا (10 نوفمبر 1829–10 ديسمبر 1829) |
| 1                                                        | خوان جيرمان روسكيو (21 مارس 1820 -10 مارس 1821)              | سيمون بوليفار                | 15 فبراير 1819      | ٤ مايو 1830         | لا يوجد حزب         |                                                               |                                                          | فرانثيسكو دي باولا سانتاندير (13 ديسمبر 1821–14 نوفمبر 1826) ستانيسلاو فيرجارا ي سانتاماريا (10 نوفمبر 1829–10 ديسمبر 1829) |
| 1                                                        | "شاغر" (١٠ مارس ١٨٢١ - ٤ أبريل ١٨٢١)                         | سيمون بوليفار                | 15 فبراير 1819      | ٤ مايو 1830         | لا يوجد حزب         |                                                               |                                                          | فرانثيسكو دي باولا سانتاندير (13 ديسمبر 1821–14 نوفمبر 1826) ستانيسلاو فيرجارا ي سانتاماريا (10 نوفمبر 1829–10 ديسمبر 1829) |
| 1                                                        | أنطونيو نارينيو (4 أبريل 1821 -6 يونيو 1821)                 | سيمون بوليفار                | 15 فبراير 1819      | ٤ مايو 1830         | لا يوجد حزب         |                                                               |                                                          | فرانثيسكو دي باولا سانتاندير (13 ديسمبر 1821–14 نوفمبر 1826) ستانيسلاو فيرجارا ي سانتاماريا (10 نوفمبر 1829–10 ديسمبر 1829) |
| 1                                                        | چوس ماريا ديل كاستيلو واى رادا (6 يونيو 1821- 3 أكتوبر 1821) | سيمون بوليفار                | 15 فبراير 1819      | ٤ مايو 1830         | لا يوجد حزب         |                                                               |                                                          | فرانثيسكو دي باولا سانتاندير (13 ديسمبر 1821–14 نوفمبر 1826) ستانيسلاو فيرجارا ي سانتاماريا (10 نوفمبر 1829–10 ديسمبر 1829) |
| 1                                                        | 2 (1821)                                                     | سيمون بوليفار                | 15 فبراير 1819      | ٤ مايو 1830         | لا يوجد حزب         | فرانثيسكو دي باولا سانتاندير (3 أكتوبر 1821 - 27 آأغسطس 1828) |                                                          | فرانثيسكو دي باولا سانتاندير (13 ديسمبر 1821–14 نوفمبر 1826) ستانيسلاو فيرجارا ي سانتاماريا (10 نوفمبر 1829–10 ديسمبر 1829) |
| 1                                                        | 3 (1825)                                                     | سيمون بوليفار                | 15 فبراير 1819      | ٤ مايو 1830         | لا يوجد حزب         | فرانثيسكو دي باولا سانتاندير (3 أكتوبر 1821 - 27 أغسطس 1828)  |                                                          | فرانثيسكو دي باولا سانتاندير (13 ديسمبر 1821–14 نوفمبر 1826) ستانيسلاو فيرجارا ي سانتاماريا (10 نوفمبر 1829–10 ديسمبر 1829) |
| 1                                                        | 3 (1825)                                                     | سيمون بوليفار                | 15 فبراير 1819      | ٤ مايو 1830         | لا يوجد حزب         | "شاغر" (٢٧ أغسطس ١٨٢٨ - ٤ مايو ١٨٣٠)                          |                                                          | فرانثيسكو دي باولا سانتاندير (13 ديسمبر 1821–14 نوفمبر 1826) ستانيسلاو فيرجارا ي سانتاماريا (10 نوفمبر 1829–10 ديسمبر 1829) |
| 2                                                        |                                                              | خواكين موسكيرا               | 4 مايو 1830         | 4 سبتمبر 1830       | لا يوجد حزب         | 4 (1830)                                                      | دومينجو كايسيدو (4 مايو 1830 4 سبتمبر 1830)              | دومينجو كايسيدو (4 مايو 1830- 15 يونيو 1830) (2 أغسطس 1830 18 أغسطس 1830)                                                   |
| 3                                                        |                                                              | رافائيل أوردانيتا            | 4 سبتمبر 1830       | 30 أبريل 1831       | لا يوجد حزب         | 4 (1830)                                                      | "معلق" (4 سبتمبر 1830 - 30 أبريل)                        | |
|                                                          |                                                              | شاغر                         | 30 أبريل 1831       | 10 مارس 1832        | لا يوجد حزب         | 4 (1830)                                                      | دومينجو كايسيدو (30 نيسان (أبريل) 1831 - 21 نوفمبر 1831) | دومينجو كايسيدو (30 نيسان (أبريل) 1831 - 21 نوفمبر 1831)                                                                    |
| خوسيه ماريا أوباندو ديل كامبو (21 نوفمبر - 10 مارس 1832) |                                                              | شاغر                         | 30 أبريل 1831       | 10 مارس 1832        | لا يوجد حزب         | 4 (1830)                                                      |                                                          | |
| 4                                                        |                                                              | فرانثيسكو دي باولا سانتاندير | 10 مارس 1832        | 1 أبريل 1837.       | لا يوجد حزب         | 5 (1832)                                                      | خوسيه إغناسيو دي ماركيز (10 مارس 1832 1 أبريل 1833)      | خوسيه إغناسيو دي ماركيز (10 مارس 1832 7 أكتوبر 1832)                                                                        |

### جمهورية غرناطة الجديدة (1832 - 1858)
الأحزاب
  محافظ
  الليبرالي
  القوات المسلحة
| • جمهورية غرناطة الجديدة •                                   | • جمهورية غرناطة الجديدة •                                         | • جمهورية غرناطة الجديدة •               | • جمهورية غرناطة الجديدة • | • جمهورية غرناطة الجديدة • | • جمهورية غرناطة الجديدة • | • جمهورية غرناطة الجديدة •                            | • جمهورية غرناطة الجديدة •                                                                                               | • جمهورية غرناطة الجديدة •                           |
| الرقم.                                                       | الرئيس                                                             | الرئيس                                   | تولى منصبه                 | ترك المكتب                 | حزب                        | الدورة                                                | نائب الرئيس | الرؤساء بالإنابة                                     |
| ------------------------------------------------------------ | ------------------------------------------------------------------ | ---------------------------------------- | -------------------------- | -------------------------- | -------------------------- | ----------------------------------------------------- | --- | ---------------------------------------------------- |
| 1                                                            |                                                                    | فرانثيسكو دي باولا سانتاندير (1792-1840) | 10 مارس 1832               | 1 أبريل 1837               | لا يوجد حزب                | (1832)                                                | خوسيه إغناسيو دي ماركيز (10 مارس 1832 - 1 أبريل 1833)                                                                    | خوسيه إغناسيو دي ماركيز (10 مارس 1832-7 أكتوبر 1832) |
| 1                                                            | 1 (1833)                                                           | فرانثيسكو دي باولا سانتاندير (1792-1840) | 10 مارس 1832               | 1 أبريل 1837               | لا يوجد حزب                | خواكين موسكيرا (1 أبريل 1833 - 1 أبريل 1835)          | | خوسيه إغناسيو دي ماركيز (10 مارس 1832-7 أكتوبر 1832) |
| 1                                                            | 1 (1833)                                                           | فرانثيسكو دي باولا سانتاندير (1792-1840) | 10 مارس 1832               | 1 أبريل 1837               | لا يوجد حزب                | خوسيه إغناسيو دي ماركيز (1 أبريل 1835 - 1 أبريل 1837) | | خوسيه إغناسيو دي ماركيز (10 مارس 1832-7 أكتوبر 1832) |
| 2                                                            |                                                                    | خوسيه إغناسيو دي ماركيز (1793-1880)      | 1 أبريل 1837               | 1 أبريل 1841               | لا توجد حزب ("الوزارات")   | 2 (1837)                                              | "شاغر" (1 أبريل 1837 - 1 أبريل 1839)                                                                                     |                                                      |
| 2                                                            | دومينجو كايسيدو (١ أبريل ١٨٣٩ - ١ أبريل ١٨٤٣)                      | خوسيه إغناسيو دي ماركيز (1793-1880)      | 1 أبريل 1837               | 1 أبريل 1841               | لا توجد حزب ("الوزارات")   | 2 (1837)                                              | |                                                      |
| 3                                                            |                                                                    | بيدرو ألكانتارا إرنان (1800–1872)        | 1 أبريل 1841               | 1 أبريل 1845               | لا توجد حزب ("الوزارات")   | 3 (1841)                                              | خوان دي ديوس أرانزازو غونزاليس (5 يوليو 1841–19 مايو 1842)                                                               |                                                      |
| 3                                                            | خواكين خوسيه غوري وألفاريز دي كاسترو (1 أبريل 1843 - 1 أبريل 1847) | بيدرو ألكانتارا إرنان (1800–1872)        | 1 أبريل 1841               | 1 أبريل 1845               | لا توجد حزب ("الوزارات")   | 3 (1841)                                              | خوان دي ديوس أرانزازو غونزاليس (5 يوليو 1841–19 مايو 1842)                                                               |                                                      |
| 4                                                            |                                                                    | توماس ثيبريانو دي موسكيرا (1798-1878)    | 1 أبريل 1845               | 1 أبريل 1849               | لا توجد حزب ("الوزارات")   | 4 (1845)                                              | روفينو كويرفو وباريتو (14 أغسطس 1847–14 ديسمبر 1847)                                                                     |                                                      |
| 4                                                            | روفينو كويرفو إي باريتو (١ أبريل ١٨٤٧ - ١ أبريل ١٨٥١)              | توماس ثيبريانو دي موسكيرا (1798-1878)    | 1 أبريل 1845               | 1 أبريل 1849               | لا توجد حزب ("الوزارات")   | 4 (1845)                                              | روفينو كويرفو وباريتو (14 أغسطس 1847–14 ديسمبر 1847)                                                                     |                                                      |
| 5                                                            |                                                                    | خوسيه إيلاريو لوبيث (1798–1869)          | 1 أبريل 1849               | 1 أبريل 1853               | ليبرالي                    | 5 (1849)                                              | |                                                      |
| 5                                                            | جوزيف لأوبالديوس وأوريخويلا (١ أبريل ١٨٥١ - ١ أبريل ١٨٥٥)          | خوسيه إيلاريو لوبيث (1798–1869)          | 1 أبريل 1849               | 1 أبريل 1853               | ليبرالي                    | 5 (1849)                                              | |                                                      |
| 6                                                            |                                                                    | خوسيه ماريا أوباندو (1795-1861)          | 1 أبريل 1853               | 17 أبريل 1854              | ليبرالي                    | 6 (1853)                                              | |                                                      |
| 7                                                            |                                                                    | خوسيه ماريا ميلو (1800-1860)             | 17 أبريل 1854              | 4 ديسمبر 1854.             | لا حزب (القوات المسلحة)    | 6 (1853)                                              | فرانسيسكو أنطونيو أوبريغون مونوز (20 مايو 1854 - 2 يونيو 1854)                                                           |                                                      |
|                                                              |                                                                    | شاغر                                     | 4 ديسمبر 1854.             | 1 أبريل 1857               |                            | 6 (1853)                                              | جوزيف دي أوبالديا وأوريخويلا (5 أغسطس 1854 - 1 أبريل 1855) مانويل ماريا مالارينو إيبارجوين (١ أبريل ١٨٥٥ - ١ أبريل ١٨٥٧) |                                                      |
| مانويل ماريا مالارينو إيبارجين (١ أبريل ١٨٥٥ - ١ أبريل ١٨٥٩) |                                                                    | شاغر                                     | 4 ديسمبر 1854.             | 1 أبريل 1857               |                            | 6 (1853)                                              | جوزيف دي أوبالديا وأوريخويلا (5 أغسطس 1854 - 1 أبريل 1855) مانويل ماريا مالارينو إيبارجوين (١ أبريل ١٨٥٥ - ١ أبريل ١٨٥٧) |                                                      |
| 8                                                            |                                                                    | ماريانو أوسبينا رودريجيث (1805–1885)     | 1 أبريل 1857               | 1 أبريل 1861               | محافظ                      | 7 (1857)                                              | |                                                      |
| 8                                                            | [ n 6 ]                                                            | ماريانو أوسبينا رودريجيث (1805–1885)     | 1 أبريل 1857               | 1 أبريل 1861               | محافظ                      | 7 (1857)                                              | |                                                      |

### اتحاد غرنادين (1858-1863)
؛ الأحزاب
  المحافظين
  ليبرالي
| • الاتحاد الكنفدرالي الغرناطي • | • الاتحاد الكنفدرالي الغرناطي • | • الاتحاد الكنفدرالي الغرناطي •       | • الاتحاد الكنفدرالي الغرناطي • | • الاتحاد الكنفدرالي الغرناطي • | • الاتحاد الكنفدرالي الغرناطي • | • الاتحاد الكنفدرالي الغرناطي • | • الاتحاد الكنفدرالي الغرناطي • | • الاتحاد الكنفدرالي الغرناطي •                 | • الاتحاد الكنفدرالي الغرناطي • |
| الرقم.                          | الرئيس                          | الرئيس                                | تولى منصبه                      | ترك المكتب                      | حزب                             | الدورة                          | نائب الرئيس                     | الرؤساء بالإنابة                                | العمل في التمرد |
| ------------------------------- | ------------------------------- | ------------------------------------- | ------------------------------- | ------------------------------- | ------------------------------- | ------------------------------- | ------------------------------- | ----------------------------------------------- | --- |
| 1                               |                                 | ماريانو أوسبينا رودريجيث (1805-1885)  | 1 أبريل 1857                    | 1 أبريل 1861                    | محافظ                           | (1857 )                         | [ n 6 ]                         |                                                 | خوان خوسيه نييتو جيل (25 يناير 1861 - 18 يوليو 1861) |
| 2                               |                                 | بارتولوميه كالبو (1815-1889)          | 1 أبريل 1861                    | 18 يوليو 1861                   | محافظ                           | 1 (1861)                        | [ n 6 ]                         |                                                 | خوان خوسيه نييتو جيل (25 يناير 1861 - 18 يوليو 1861) |
| 3                               |                                 | خوان خوسيه نييتو (1804-1866)          | ٢٥ يناير ١٨٦١                   | 18 يوليو 1861                   | ليبرالي                         | 1 (1861)                        |                                 |                                                 | |
| 4                               |                                 | توماس ثيبريانو دي موسكيرا (1798-1878) | 18 يوليو 1861                   | 4 فبراير 1863                   | ليبرالي                         | 1 (1861)                        | [ n 6 ]                         | أندريس سيرون سيرانو (فبراير ١٨٦٢ - فبراير ١٨٦٢) | خوليو أربوليدا بومبو (10 يوليو 1861 - 18 يوليو 1861) اجناسيو جوتيريز فيرغارا (18 يوليو 1861 - 18 يناير 1862) ليوناردو كانال غونزاليس (18 يوليو 1861 - 6 نوفمبر 1862) مانويل ديل ريو واي دي نارفايز (6 نوفمبر 1862 - 13 يناير 1863) |

### الولايات المتحدة الكولومبية (1863-1886)
الأحزاب
  الحزب الليبرالي الكولومبي
| • الولايات المتحدة الكولومبية • | • الولايات المتحدة الكولومبية • | • الولايات المتحدة الكولومبية •         | • الولايات المتحدة الكولومبية • | • الولايات المتحدة الكولومبية • | • الولايات المتحدة الكولومبية • | • الولايات المتحدة الكولومبية • | • الولايات المتحدة الكولومبية • | • الولايات المتحدة الكولومبية •                                                                               |
| No.                             | الرئيس                          | الرئيس                                  | Took office                     | Left office                     | Party                           | Term                            | نائب الرئيس                     | الرؤساء بالإنابة                                                                                              |
| ------------------------------- | ------------------------------- | --------------------------------------- | ------------------------------- | ------------------------------- | ------------------------------- | ------------------------------- | ------------------------------- | --- |
| 1                               |                                 | توماس ثيبريانو دي موسكيرا (1798–1878)   | 14 مايو 1863                    | 1 أبريل 1864                    | الليبرالي (أصولي)               | (1860 ‏)                         |                                 | خوان أوجستين دي أوريكوتشيا وروشا (29 يناير 1864–28 فبراير 1864)                                               |
| 2                               |                                 | مانويل مورييو تورو (1816–1880)          | 1 أبريل 1864                    | 1 أبريل 1866                    | الليبرالي (أصولي)               | 1 (1864 ‏)                       |                                 | |
| 3                               |                                 | توماس ثيبريانو دي موسكيرا (1798–1878)   | 1 أبريل 1866                    | 23 مايو 1867                    | الليبرالي (معتدل)               | 2 (1866 ‏)                       |                                 | خوسيه ماريا روجاس غاريدو (1 أبريل 1866–22 مايو 1866)                                                          |
| 4                               |                                 | سانتوس أكوستا (1828–1901)               | 23 مايو 1867                    | 1 أبريل 1868                    | الليبرالي (أصولي)               | 2 (1866 ‏)                       |                                 | |
| 5                               |                                 | سانتوس جوتييريث (1820–1872)             | 1 أبريل 1868                    | 1 أبريل 1870                    | الليبرالي (أصولي)               | 3 (1868)                        |                                 | سالبادور كاماتشو (21 ديسمبر 1868–2 يناير 1869)                                                                |
| 6                               |                                 | أوستورخيو سالجار (1831–1885)            | 1 أبريل 1870                    | 1 أبريل 1872                    | الليبرالي (أصولي)               | 4 (1870 ‏)                       |                                 | |
| 7                               |                                 | مانويل مورييو تورو (1816–1880)          | 1 أبريل 1872                    | 1 أبريل 1874                    | الليبرالي (أصولي)               | 5 (1872 ‏)                       |                                 | |
| 8                               |                                 | سانتياجو بيريث دي مانسالباس (1830–1900) | 1 أبريل 1874                    | 1 أبريل 1876                    | الليبرالي (أصولي)               | 6 (1874)                        |                                 | |
| 9                               |                                 | أكيليو بارا (1825–1900)                 | 1 أبريل 1876                    | 1 أبريل 1878                    | الليبرالي (أصولي)               | 7 (1876)                        |                                 | خوسيه سيرجيو كامارجو بينزون (19 مايو 1877–14 أغسطس 1877) مانويل ماريا راميريز (22 ديسمبر 1877–24 ديسمبر 1877) |
| 10                              |                                 | خوليان تروخييو لارجاتشا (1828–1883)     | 1 أبريل 1878                    | 1 أبريل 1880                    | الليبرالي (أصولي)               | 8 (1878)                        |                                 | |
| 11                              |                                 | رافاييل نونيث (1825–1894)               | 1 أبريل 1880                    | 1 أبريل 1882                    | الليبرالي (مستقل)               | 9 (1880)                        |                                 | |
| 12                              |                                 | فرانثيسكو خابير ثالدوا (1811–1882)      | 1 أبريل 1882                    | 21 ديسمبر 1882                  | الليبرالي (مستقل)               | 10 (1882)                       |                                 | |
| 13                              |                                 | خوسيه أوسيبيو أوتلورا (1826–1884)       | 21 ديسمبر 1882                  | 1 أبريل 1884                    | الليبرالي (مستقل)               | 10 (1882)                       |                                 | كليماكو كالديرون (21 ديسمبر 1882– 22 ديسمبر 1882)                                                             |
| 14                              |                                 | رافاييل نونيث (1825–1894)               | 1 أبريل 1884                    | 1 أبريل 1886                    | الليبرالي (مستقل)               | 11 (1884)                       |                                 | ايزيكيل هورتادو (1 أبريل 1884– 11 أغسطس 1884) خوسيه ماريا كامبو سيرانو (1 أبريل 1886– 7 أغسطس 1886)           |

### جمهورية كولومبيا (1886 حتى الآن)
؛ الأحزاب
  الوطني
  المحافظين
  الليبرالي
  الاتحاد الجمهوري
  القوات المسلحة
  كولومبيا أولا
  للوحدة الوطنية
  المركز الديمقراطي
  كولومبيا البشرية
| • جمهورية كولومبيا • | • جمهورية كولومبيا •                                 | • جمهورية كولومبيا •                  | • جمهورية كولومبيا •           | • جمهورية كولومبيا • | • جمهورية كولومبيا •               | • جمهورية كولومبيا •                               | • جمهورية كولومبيا • | • جمهورية كولومبيا • |
| الرقم.               | الرئيس                                               | الرئيس                                | تولى منصبه                     | ترك المكتب           | حزب                                | المصطلح                                            | نائب الرئيس | الرؤساء بالإنابة |
| -------------------- | ---------------------------------------------------- | ------------------------------------- | ------------------------------ | -------------------- | ---------------------------------- | -------------------------------------------------- | --- | --- |
| 1                    |                                                      | رافاييل نونيث (1825–1894)             | 1 أبريل 1886                   | 18 سبتمبر 1894       | وطني                               | ( 1886)                                            | إليسيو بايان هورتادو (7 أغسطس 1886 - 7 أغسطس 1892)                                                                        | خوسيه ماريا كامبو سيرانو (7 أغسطس 1886-5 يناير 1887) إليسيو بايان هورتادو (5 يناير 1887 - 4 يونيو 1887) (12 ديسمبر 1887 - 8 فبراير 1888) كارلوس هولغوين مالارينو (7 أغسطس 1888–7 أغسطس 1892) أنطونيو باسيليو كويرفو يوريساري (16 يناير 1893–17 يناير 1893) ميغيل أنطونيو كارو توبار (7 أغسطس 1892 - 18 سبتمبر 1894) |
| 1                    | 1 (1892)                                             | رافاييل نونيث (1825–1894)             | 1 أبريل 1886                   | 18 سبتمبر 1894       | وطني                               | ميغيل أنطونيو كارو (7 أغسطس 1892 - 18 سبتمبر 1894) | | خوسيه ماريا كامبو سيرانو (7 أغسطس 1886-5 يناير 1887) إليسيو بايان هورتادو (5 يناير 1887 - 4 يونيو 1887) (12 ديسمبر 1887 - 8 فبراير 1888) كارلوس هولغوين مالارينو (7 أغسطس 1888–7 أغسطس 1892) أنطونيو باسيليو كويرفو يوريساري (16 يناير 1893–17 يناير 1893) ميغيل أنطونيو كارو توبار (7 أغسطس 1892 - 18 سبتمبر 1894) |
| 2                    | 1 (1892)                                             |                                       | ميغيل أنطونيو كارو (1845–1909) | 18 سبتمبر 1894       | 7 أغسطس 1898                       | وطني                                               | "شاغرة" (18 سبتمبر 1894 - 1 أغسطس 1898)                                                                                   | غويلرمو كوينتيرو كالديرون (12 مارس 1896–17 مارس 1896) |
| 3                    |                                                      | مانويل أنطونيو سانكليمنته (1814–1902) | 7 أغسطس 1898                   | 31 يوليو 1900        | وطني                               | 2 (1898)                                           | خوسيه مانويل ماروكين (7 أغسطس 1898–31 يوليو 1900)                                                                         | |
| 4                    |                                                      | خوسيه مانويل ماروكين (1827-1908)      | 31 يوليو 1900                  | 7 أغسطس 1904         | محافظ                              | 2 (1898)                                           | "شاغرة" (31 يوليو 1900–7 أغسطس 1904)                                                                                      | |
| 5                    |                                                      | رافائيل رييس (1849–1921)              | 7 أغسطس 1904                   | 27 يوليو 1909        | محافظ                              | 3 (1904)                                           | رامون غونزاليس فالنسيا (7 أغسطس 1904-10 مارس 1905)                                                                        | دييجو إيوكليديس دي أنجولو ليموس (16 مارس 1908–16 أبريل 1908) خورخي هولغوين (27 يوليو 1909 - 4 أغسطس 1909) |
| 5                    | [ n 10 ]                                             | رافائيل رييس (1849–1921)              | 7 أغسطس 1904                   | 27 يوليو 1909        | محافظ                              | 3 (1904)                                           | | دييجو إيوكليديس دي أنجولو ليموس (16 مارس 1908–16 أبريل 1908) خورخي هولغوين (27 يوليو 1909 - 4 أغسطس 1909) |
| 6                    |                                                      | رامون غونزاليس فالنسيا (1851–1928)    | 7 أغسطس 1909                   | 7 أغسطس 1910         | محافظ                              | 3 (1904)                                           | [ n 10 ] | |
| 7                    |                                                      | كارلوس يوجينيو ريستريبو (1867-1937)   | 7 أغسطس 1910                   | 7 أغسطس 1914         | الاتحاد الجمهوري                   | 4 (1910)                                           | [ n 10 ] | |
| 8                    |                                                      | خوسيه فيسنتي كونشا (1867-1929)        | 7 أغسطس 1914                   | 7 أغسطس 1918         | محافظ                              | 5 (1914)                                           | [ n 10 ] | |
| 9                    |                                                      | ماركو فيديل سواريس (1855–1927)        | 11 نوفمبر 1921                 | محافظ                | 6 (1918)                           | [ n 10 ]                                           | | |
| 10                   |                                                      | خورخي هولغوين (1848-1928)             | 11 نوفمبر 1921                 | 7 أغسطس 1922         | 6 (1918)                           | محافظ                                              | [ n 10 ] | |
| 11                   |                                                      | بيدرو نيل أوسبينا (1858-1927)         | 7 أغسطس 1922                   | 7 أغسطس 1926         | محافظ                              | 7 (1922)                                           | [ n 10 ] | |
| 12                   |                                                      | ميغيل أباديا منديث (1867-1947)        | 7 أغسطس 1926                   | 7 أغسطس 1930         | محافظ                              | 8 (1926)                                           | [ n 10 ] | |
| 13                   |                                                      | إنريكه أولايا هيريرا (1880-1937)      | 7 أغسطس 1930                   | 7 أغسطس 1934         | ليبرالي                            | 9 (1930)                                           | [ n 10 ] | |
| 14                   |                                                      | ألفونسو لوبيز (1886-1959)             | 7 أغسطس 1934                   | 7 أغسطس 1938         | ليبرالي                            | 10 (1934)                                          | [ n 10 ] | |
| 15                   |                                                      | إدواردو سانتوس (1888-1974)            | 7 أغسطس 1938                   | 7 أغسطس 1942         | ليبرالي                            | 11 (1938)                                          | [ n 10 ] | |
| 16                   |                                                      | ألفونسو لوبيز (1886–1959)             | 7 أغسطس 1942                   | 7 أغسطس 1946         | ليبرالي                            | 12 (1942)                                          | [ n 10 ] | كارلوس لوزانو ولوزانو (9 أكتوبر 1942 - 19 أكتوبر 1942) داريو إيشانديا أولايا (16 مايو 1944 - 10 يوليو 1944) ألبرتو ليراس كامارغو (7 أغسطس 1945 - 7 أغسطس 1946) |
| 17                   |                                                      | ماريانو أوسبينا بيريز (1891-1976)     | 7 أغسطس 1946                   | 7 أغسطس 1950         | محافظ                              | 13 (1946)                                          | [ n 10 ] | |
| 18                   |                                                      | لوريانو غوميز (1889-1965)             | 7 أغسطس 1950                   | 13 يونيو 1953        | محافظ                              | 14 (1949)                                          | [ n 10 ] | روبيرتو وردانيتا اربيلايز (5 نوفمبر 1951 - 13 يونيو 1953) |
| 19                   |                                                      | غوستابو روخاس بينيا (1900-1975)       | 13 يونيو 1953                  | 10 مايو 1957         | لا حزب (القوات المسلحة الكولومبية) | 14 (1949)                                          | [ n 10 ] | غابرييل باريس غورديلو (30 يوليو 1955 - 3 أغسطس 1955) |
| 19                   | (1954)                                               | غوستابو روخاس بينيا (1900-1975)       | 13 يونيو 1953                  | 10 مايو 1957         | لا حزب (القوات المسلحة الكولومبية) |                                                    | [ n 10 ] | غابرييل باريس غورديلو (30 يوليو 1955 - 3 أغسطس 1955) |
|                      |                                                      | المجلس العسكري                        | 10 مايو 1957                   | 7 أغسطس 1958         | لا حزب (القوات المسلحة الكولومبية) | [ n 10 ]                                           | غابرييل باريس غورديلو رافائيل نافاس باردو ديوجراسياس فونسيكا اسبينوسا روبين بيدراهيتا أرانجو لويس إرنستو أوردونيز كاستيلو | |
| 20                   |                                                      | ألبرتو ليراس كامارغو (1906-1990)      | 7 أغسطس 1958                   | 7 أغسطس 1962         | ليبرالي                            | 15 (1958)                                          | [ n 10 ] | |
| 21                   |                                                      | غييرمو ليون فالنسيا (1909-1971)       | 7 أغسطس 1962                   | 7 أغسطس 1966         | محافظ                              | 16 (1962)                                          | [ n 10 ] | خوسيه أنطونيو مونتالفو بيربيو (6 أغسطس 1963 - 8 أغسطس 1963) |
| 22                   |                                                      | كارلوس ليراس ريستريبو (1908-1994)     | 7 أغسطس 1966                   | 7 أغسطس 1970         | ليبرالي                            | 17 (1966)                                          | [ n 10 ] | |
| 23                   |                                                      | ميسايل باسترانا بوريرو (1923-1997)    | 7 أغسطس 1970                   | 7 أغسطس 1974         | محافظ                              | 18 (1970)                                          | [ n 10 ] | رافائيل أزويرو مانشولا (21 يوليو 1973 - 24 يوليو 1973) |
| 24                   |                                                      | ألفونسو لوبيز ميكلسين (1913-2007)     | 7 أغسطس 1974                   | 7 أغسطس 1978         | ليبرالي                            | 19 (1974)                                          | [ n 10 ] | إنداليكو ليفانو اقيري (20 سبتمبر 1975 - 24 سبتمبر 1975) |
| 25                   |                                                      | خوليو سيزار طربيه أيالا (1916-2005)   | 7 أغسطس 1978                   | 7 أغسطس 1982         | ليبرالي                            | 20 (1978)                                          | [ n 10 ] | فيكتور موسكيرا شو (3 فبراير 1981 - 11 فبراير 1981) |
| 26                   |                                                      | بيليساريو بيتانكور (1923-2018)        | 7 أغسطس 1982                   | 7 أغسطس 1986         | محافظ                              | 21 (1982)                                          | [ n 10 ] | |
| 27                   |                                                      | فيرجيليو باركو فارغاس (1921-1997)     | 7 أغسطس 1986                   | 7 أغسطس 1990         | ليبرالي                            | 22 (1986)                                          | [ n 10 ] | |
| 28                   |                                                      | سيزار جافيريا (1947 -)                | 7 أغسطس 1990                   | 7 أغسطس 1994         | ليبرالي                            | 23 (1990)                                          | [ n 10 ] | |
| 29                   |                                                      | إرنستو سامبر (1950 -)                 | 7 أغسطس 1994                   | 7 أغسطس 1998         | ليبرالي                            | 24 (1994)                                          | هامبرتو دي لا كال لومبانا (7 أغسطس 1994-19 سبتمبر 1997)                                                                   | كارلوس ليموس سيموندس (11 كانون الثاني (يناير) 1998 - 21 كانون الثاني (يناير) 1998) |
| 29                   | كارلوس ليموس سيموندس (19 سبتمبر 1997 - 7 أغسطس 1998) | إرنستو سامبر (1950 -)                 | 7 أغسطس 1994                   | 7 أغسطس 1998         | ليبرالي                            | 24 (1994)                                          | | كارلوس ليموس سيموندس (11 كانون الثاني (يناير) 1998 - 21 كانون الثاني (يناير) 1998) |
| 30                   |                                                      | أندريس باسترانا أرانغو (1954 -)       | 7 أغسطس 1998                   | 7 أغسطس 2002         | محافظ                              | 25 (1998)                                          | غوستافو أدولفو بيل ليموس (7 أغسطس 1998 - 7 أغسطس 2002)                                                                    | |
| 31                   |                                                      | ألبارو أوريبي بيليث (1952 -)          | 7 أغسطس 2002                   | 7 أغسطس 2010         | كولومبيا أولاً                      | 26 (2002)                                          | فرانسيسكو سانتوس كالديرون (7 أغسطس 2002 - 7 أغسطس 2010)                                                                   | |
| 31                   | 27 (2006)                                            | ألبارو أوريبي بيليث (1952 -)          | 7 أغسطس 2002                   | 7 أغسطس 2010         | كولومبيا أولاً                      |                                                    | فرانسيسكو سانتوس كالديرون (7 أغسطس 2002 - 7 أغسطس 2010)                                                                   | |
| 32                   |                                                      | خوان مانويل سانتوس (1951 -)           | 7 أغسطس 2010                   | 7 أغسطس 2018         | الوحدة الوطنية                     | 28 (2010)                                          | أنجيلنو جارزون (7 آب (أغسطس) 2010 - 7 آب (أغسطس) 2014)                                                                    | |
| 32                   | 29 (2014)                                            | خوان مانويل سانتوس (1951 -)           | 7 أغسطس 2010                   | 7 أغسطس 2018         | الوحدة الوطنية                     | خيرمان فارغاس ليراس (7 أغسطس 2014-21 مارس 2017)    | | |
| 32                   | 29 (2014)                                            | خوان مانويل سانتوس (1951 -)           | 7 أغسطس 2010                   | 7 أغسطس 2018         | الوحدة الوطنية                     | أوسكار نارانجو (29 مارس 2017-7 أغسطس 2018)         | | |
| 33                   |                                                      | إيفان دوكي (1976 -)                   | 7 أغسطس 2018                   | 7 أغسطس 2022         | الوسط الديمقراطي                   | 30 (2018)                                          | مارتا لوسيا راميريز (7 أغسطس 2018 - 7 أغسطس 2022)                                                                         | |
| 34                   |                                                      | غوستافو بيترو (1960 -)                | 7 أغسطس 2022                   | "شاغل الوظيفة"       | كولومبيا البشرية (ميثاق تاريخي)    | 31 (2022)                                          | فرانسيا ماركيز (7 أغسطس 2022 -)                                                                                           | |

## ملحوظات
1. 1 2 3 4 5 6 7 8  
لأغراض الترقيم ، تُعرَّف الرئاسة بأنها فترة زمنية متواصلة في المنصب يخدمها شخص واحد. على سبيل المثال ، قضى رافاييل نونيث فترتين متتاليتين ويعتبر الرئيس الأول (وليس الأول والثاني). عند استقالة الرئيس الخامس رافائيل رييس ، أصبح رامون غونزاليس فالنسيا الرئيس السادس على الرغم من أنه خدم ببساطة ما تبقى من فترة ولاية رييس الثانية ولم ينتخب أبدًا للرئاسة بصفته الشخصية. ألفونسو لوبيز كان الرئيس الرابع عشر والرئيس السادس عشر على حد سواء ، وكانت ولايته الرئاسية غير متتالية.
2. 1 2 3 4  
هي الفترة التي يتولى خلالها نائب الرئيس ، المعين ، أو القائم بأعمال تصريف الأعمال منصب الرئيس بالنيابة مؤقتًا بموجب المادة 193 من دستور 1991 ، أو قبله ، بموجب المواد 124 و 125 من دستور 1886 ، ليست رئاسة ، لأن الرئيس يظل في منصبه دستوريًا خلال هذه الفترة.
3. 1 2 3 4 5 6 7 8 9  
استقال.
4. 1 2 3  
توفي في المنصب لأسباب طبيعية.
5. 1 2 3 4 5 6  
استولى على السلطة انقلاب.
6. 1 2 3 4  
ألغى دستور 1858 مكتب نائب الرئيس ، وتم تعديل خط الحكم بحيث أصبح وزراء الحكومة من الأكبر سنًا إلى الأصغر لخلافة الرئيس في حالة غياب الرئيس المؤقت أو الدائم. بدلاً من استبدالها بتسمية أ
7. ↑  
ألغى دستور 1858 مكتب نائب الرئيس ، وأيد هذا القرار دستور 1863 ، ولكن تم تعديل خط الخلافة بشكل مختلف عن طريق مقدمة من الشخصيات الأولى والثانية والثالثة الرئيس المعين ، الذين تم انتخابهم سنويًا من قبل الكونغرس من بين أعضائه ، لكنهم لم يشغلوا أي منصب أو واجبات بخلاف توفير خلافة الرئيس في حالة الغياب الموقت أو الدائم للرئيس.
8. 1 2  
كان الرئيس نونيز قد تولى منصبه بالفعل في 1 أبريل 1884 لمدة عامين على النحو المنصوص عليه في المادة 79 من دستور 1863. في عام 1886 ، تم تعيينه من قبل المجلس الوطني التأسيسي لولاية جديدة مدتها ست سنوات تبدأ في 7 أغسطس 1886 كما هو منصوص عليه في المادة أ من دستور 1886 الجديد الذي أنشأ جمهورية كولومبيا. في عام 1892 ، بدأ ولايته الأولى "المنتخبة" كرئيس ، وكانت الفترة السابقة تعيينًا لحماية تمرير وتنفيذ الدستور الجديد ، وبالتالي لم يكن يتعارض مع المادة 127 من دستور 1886 التي تحظر إعادة انتخاب الرئيس.
9. 1 2  
قبل إلغاء منصب نائب الرئيس في عام 1905 ، لم تسمح المادة 131 من دستور 1886 بشغل منصب شاغر في منصب نائب الرئيس حتى نهاية الفترة المنتخبة دستوريًا.
10. 1 2 3 4 5 6 7 8 9 10 11 12 13 14 15 16 17 18 19 20 21 22 23 24 25 26 27  
تم إلغاء مكتب نائب الرئيس رسميًا من قبل الجمعية التأسيسية الوطنية لعام 1905 في 28 مارس 1905 ، ولم تتم إعادة إنشائه إلا بعد التصديق على دستور 1991 مع تولي نائب الرئيس دي لا كالي منصبه بعد الانتخابات الرئاسية التالية في عام 1994.
11. ↑  
الجمعية الوطنية التأسيسية لعام 1910 معدل المادة 114 من دستور 1886 غيرت مدة الولاية الرئاسية من ست سنوات إلى واحدة من أربع سنوات.
12. ↑  
على الرغم من أنه الرئيس الاسمي لحزب الاتحاد الجمهوري الذي تم إنشاؤه حديثًا ، إلا أن ريستريبو كان عضوًا منذ فترة طويلة في حزب المحافظين.
13. 1 2 3 4  
بين عامي 1958 و 1974 ، عقدت الرئاسة ، بموجب خطة التناوب الجبهة الوطنية ، بالتناوب من قبل أعضاء الحزبين التقليديين: الليبراليين والمحافظين.
14. ↑  
ألبارو أوريبي بيليث هو أول رئيس سُمح له قانونًا بالسعي للحصول على فترة ولاية ثانية بموجب القانون التشريعي الثاني لعام 2004 الذي عدل المادة 197 من دستور 1991. قبل ذلك ، سمح دستور 1886 للرؤساء بالسعي لولاية ثانية فقط في فترات غير متتالية.